# Evelyn Peirce
Pour l’article homonyme, voir Peirce.
 (janvier 2019).
Evelyn Peirce (5 février 1908 - 9 août 1960) est, de 1925 à 1935, une actrice américaine du cinéma muet.

## Biographie
Née à Del Rio, Evelyn Peirce déménage à Hollywood comme danseuse professionnelle mais dotée de réels talents, elle est encouragée, au cours des années 20, à suivre une carrière cinématographique. Sa sœur Mildred est l'actrice Cornelia Thaw qui jouera dans les films de Dracula. Florenz Ziegfeld dira d'Evelyn qu'elle est "la plus belle fille au monde". Elle interprète la danseuse qui évolue devant le Calife dans Les Dix Commandements de Cecil B. DeMille. Son second film, non crédité, est Excuse Me en 1925. Son premier véritable rôle sera, la même année, celui tenu dans le film Don't aux côtés de Sally O'Neil. Elle est une des treize filles titrées "WAMPAS Baby Stars" de la saison 1925 qui célèbre également l'actrice June Marlowe. Faisant suite à cette gratification, elle signe un contrat avec la MGM qui durera jusqu'en 1931.
La série de films Rintintin lui offre en 1929 un des nombreux rôles féminins. De 1927 à 1931, elle jouera dans 7 films de western dont deux ne lui seront pas crédités. Malgré la fin de son contrat avec la MGM, elle continue de tourner jusqu'en 1935 dans 6 films dont un seul lui sera crédité.

## Vie privée
Elle épouse l'acteur américain, Robert Allen né Irvine E. Theodore Baehr, et se retire de l'industrie du cinéma pour diriger une agence immobilière, sur Long Island. Son mari continua à jouer sporadiquement, jusque dans les années 80. Ils ont ensemble, une fille Katherine Meyer et un fils Ted Baehr qui deviendra un célèbre critique de média, le Président de la Commission chrétienne du cinéma et de la télévision, et le créateur et éditeur de la revue MovieGuide. Allen and Peirce s'installent à  Oyster Bay, près de New York, dans un manoir de style géorgien où ils résideront jusqu'au décès d'Evelyn, en 1960, à l'age de 52 ans, d'une attaque cardiaque,.

## Filmographie partielle

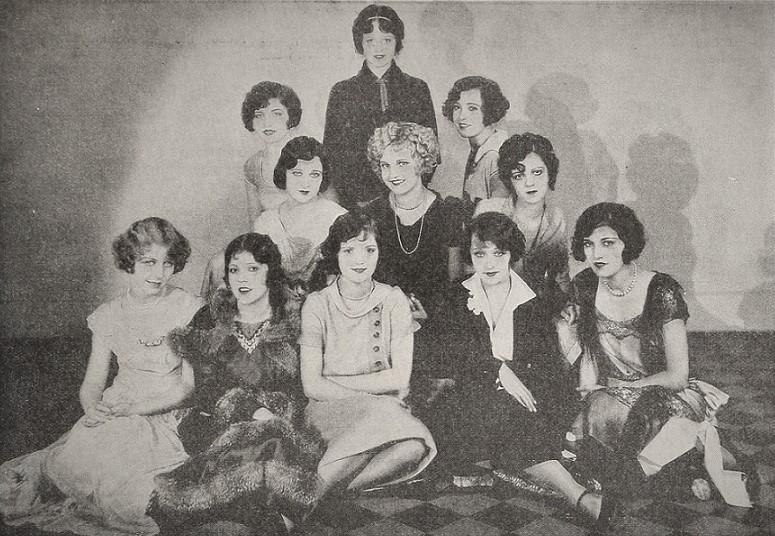
WAMPAS baby stars de 1925. De haut en bas et de droite à gauche, Evelyn Peirce

- 1923 : Les Dix Commandements de Cecil B. DeMille
- 1925 : Excuse Me, non crédité, de Alfred J. Goulding
- 1925 : Don't (en) de Alfred J. Goulding
- 1928 : Tenderloin de Michael Curtiz
- 1929 : The Million Dollar Collar  avec Rintintin, de D. Ross Lederman
- 1930 : Once a Gentleman de James Cruze
- 1931 : Monkey Business avec les Marx Brothers de  Norman Z. McLeod
- 1931 : An American Tragedy de  Josef von Sternberg
- 1952 : Rex the Wonder Dog